# 欧日地区萨普
欧日地区萨普（法語：Sap-en-Auge，法語發音：[sap ɑ̃.n‿oʒ]）是法国奥恩省的一个市镇，属于莫尔塔涅欧佩什区。该市镇于2016年由原市镇奥维尔和勒萨普合并而成，行政中心位于勒萨普。

## 地名
欧日（Auge）为是法国诺曼底的一个自然与传统地区；“萨普”（Sap）来自古法语，意为“杉树”。

## 地理
欧日地区萨普（48°53'40"N, 0°20'19"E）面积29.98 平方千米，位于法国诺曼底大区奧恩省，该省份为法国西北部内陆省份，北起顺时针与卡爾瓦多斯省、厄尔省、厄尔-卢瓦省、萨尔特省、马耶讷省和芒什省接壤。
与欧日地区萨普接壤的市镇（或旧市镇、城区）包括：勒博勒努、圣日耳曼多奈、乌什堡、肖蒙、图克河畔讷维尔、鲁瓦维尔、蒂什维尔。
欧日地区萨普的时区为UTC+01:00、UTC+02:00（夏令时）。

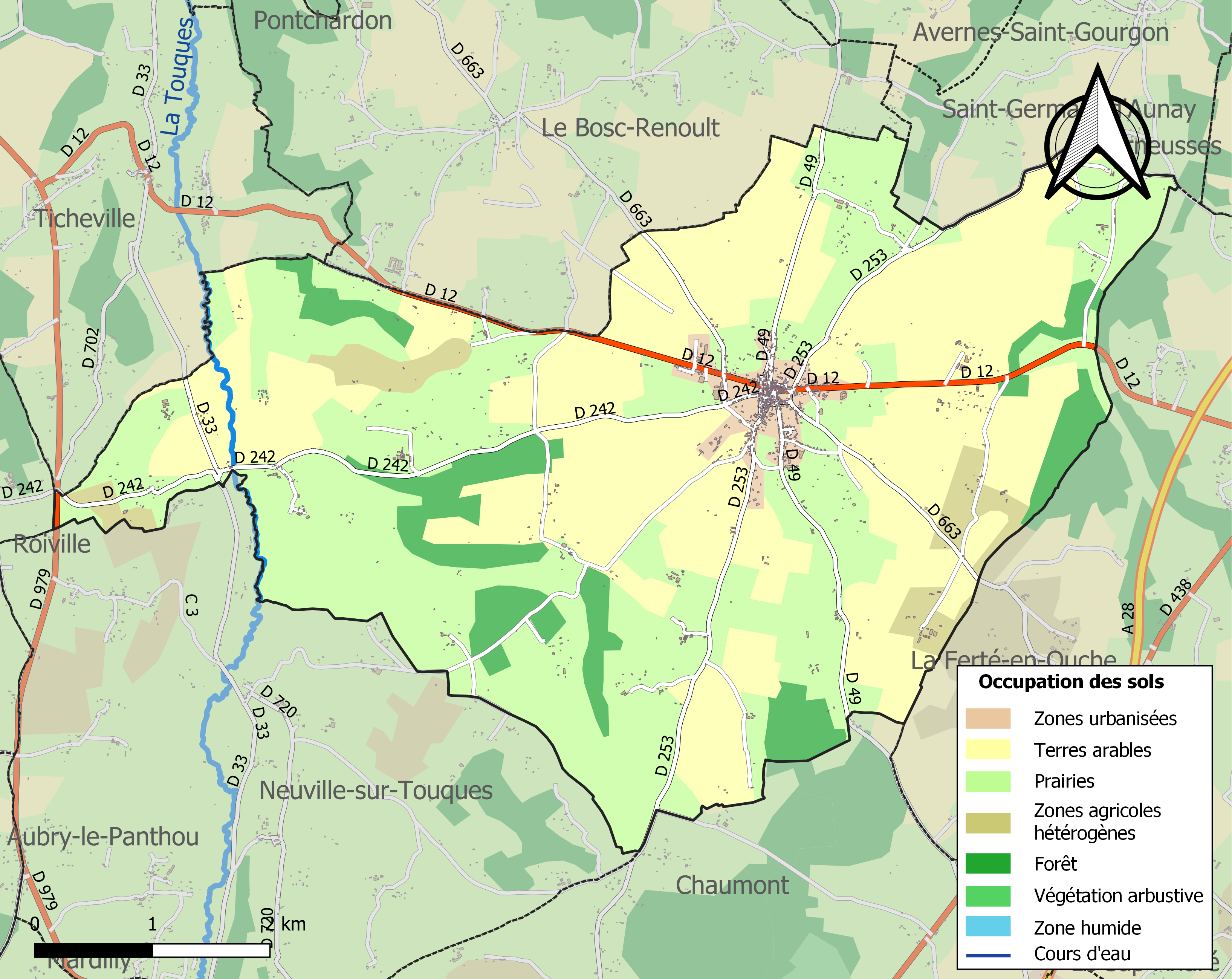
欧日地区萨普的OSM定位图

## 行政
欧日地区萨普的邮政编码为，INSEE市镇编码为61460。

## 政治
欧日地区萨普所属的省级选区为维穆捷县。

## 人口
欧日地区萨普于2022年1月1日时的人口数量为942人。